# Fredonia (Dakota Północna)
Fredonia – miasto w Stanach Zjednoczonych, w stanie Dakota Północna, w hrabstwie Logan.